# صندلی چرخان

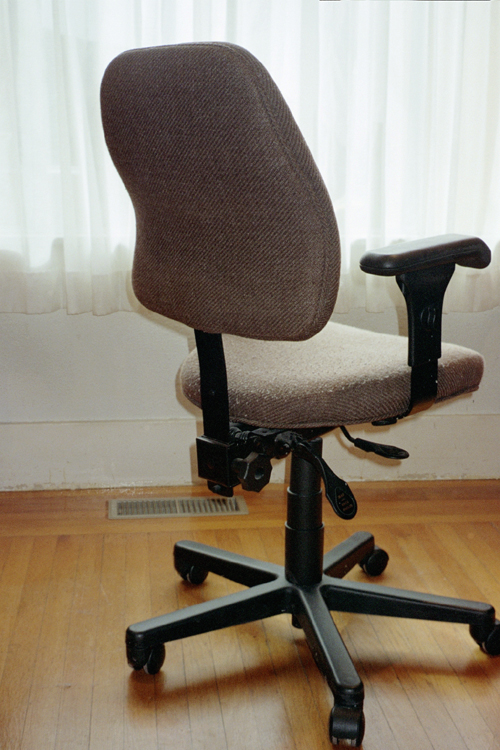
یک صندلی چرخان با یک پمپ برای بالا و پایین بردن ارتفاع صندلی

صندلی چرخان (به انگلیسی: Swivel Chair) یا گردان یا چرخدار، یک صندلی با تک پایه‌ای مرکزی است که به صندلی اجازه می‌دهد ۳۶۰ درجه به چپ یا راست بچرخد. مفهوم صندلی چرخان با چرخ‌های چرخان توسط نجیب‌زادهٔ نورنبرگی، مارتین لوفلهولتس فون کلبرگ، در تصویرسازی‌های ۱۵۰۵ میلادی او که به‌اصطلاح دفترنامۀ لوفلهولتس نامیده می‌شود، بر روی برگۀ ر۱۰ به تصویر کشیده شده است. گفته می‌شود که توماس جفرسون پیش‌نویس اعلامیۀ استقلال ایالات متحدۀ آمریکا را در سال ۱۷۷۶ میلادی در حالی که روی صندلی چرخان طراحی شده توسط خود نشسته بود، تهیه کرد.

## انواع و نمونه‌ها
صندلی‌های چرخان ممکن است دارای چرخ‌هایی بر روی پایه باشند که به کاربر اجازه می‌دهند بدون بلند شدن، صندلی را در اطراف محل کار خود حرکت دهند. این نوع معمولاً در دفاتر مدرن رایج هستند و اغلب به عنوان صندلی اداری نیز شناخته می‌شوند. صندلی‌های چرخشی اداری، مانند صندلی‌های کامپیوتر، معمولاً دارای یک بالابر گازی برای تنظیم ارتفاع صندلی هستند، اما معمولاً صندلی‌های چرخان بزرگ (مثلاً صندلی درازکش) فاقد آن هستند.
صندلی نقشه‌کشی یک صندلی چرخان بدون چرخ است که معمولاً بلندتر از «صندلی اداری» برای استفاده در جلوی تختهٔ رسم است. آن‌ها همچنین دارای یک حلقۀ مدور قراگیری پا برای حمایت از پاها در مواقعی که امکان دسترسی به زمین وجود ندارد، هستند.

## نشیمن چرخان
هنگامی که صندلی گردان در هواپیما، خودرو یا روی بالابر پله نصب می‌شود و نمی‌تواند به‌طور مستقل حرکت کند زیرا روی پایهٔ ثابت قرار دارد، بیشتر به آن نشیمن چرخان می‌گویند. برخی از نشیمن‌های چرخان نیز نشیمن‌های سطلی هستند.

## مبدأ

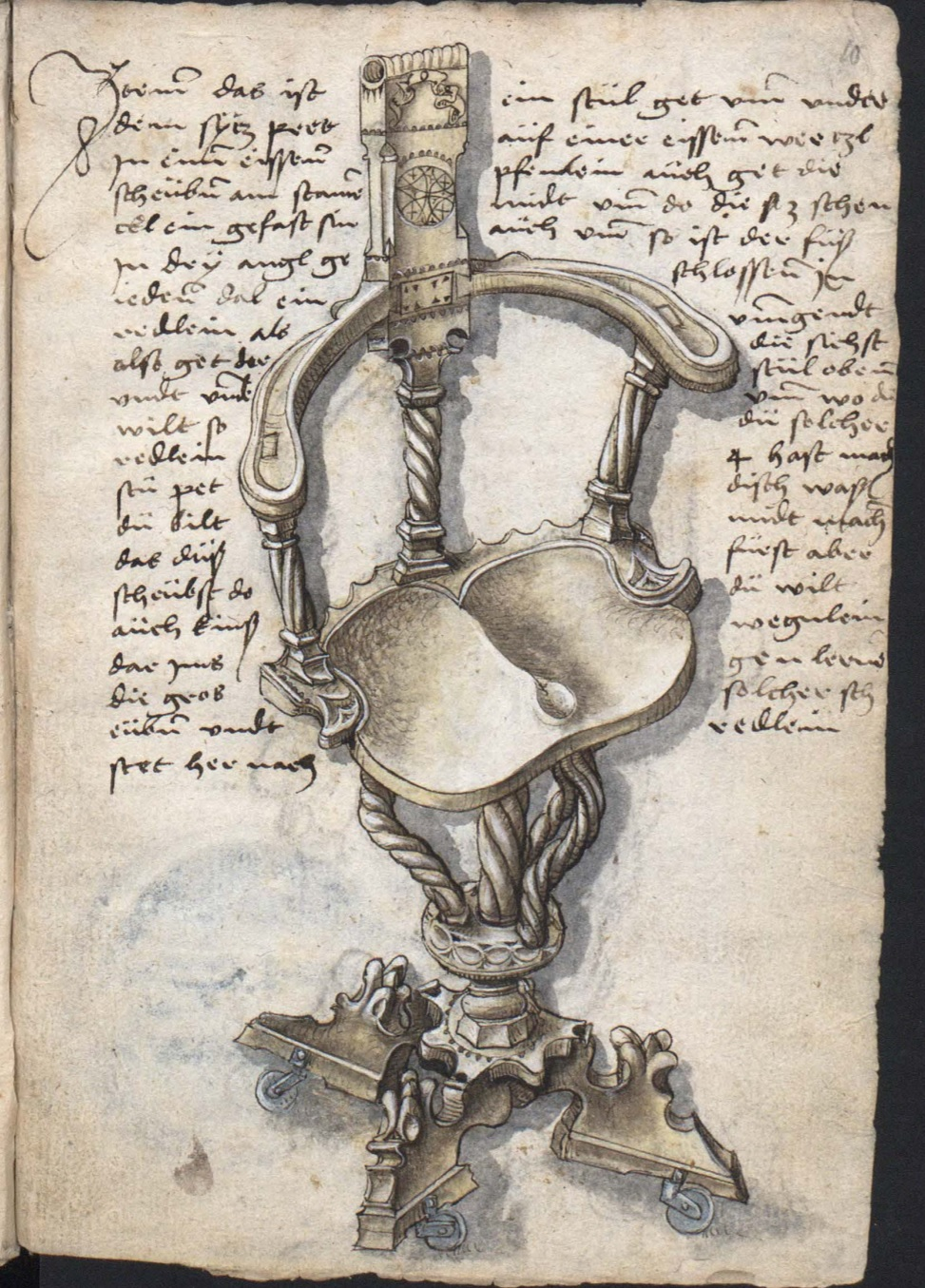
طرح مفهومی صندلی چرخان با چرخ‌های گردان از دفترنامه لوفلهولتس از نورنبرگ، آلمان، به تاریخ ۱۵۰۵ میلادی

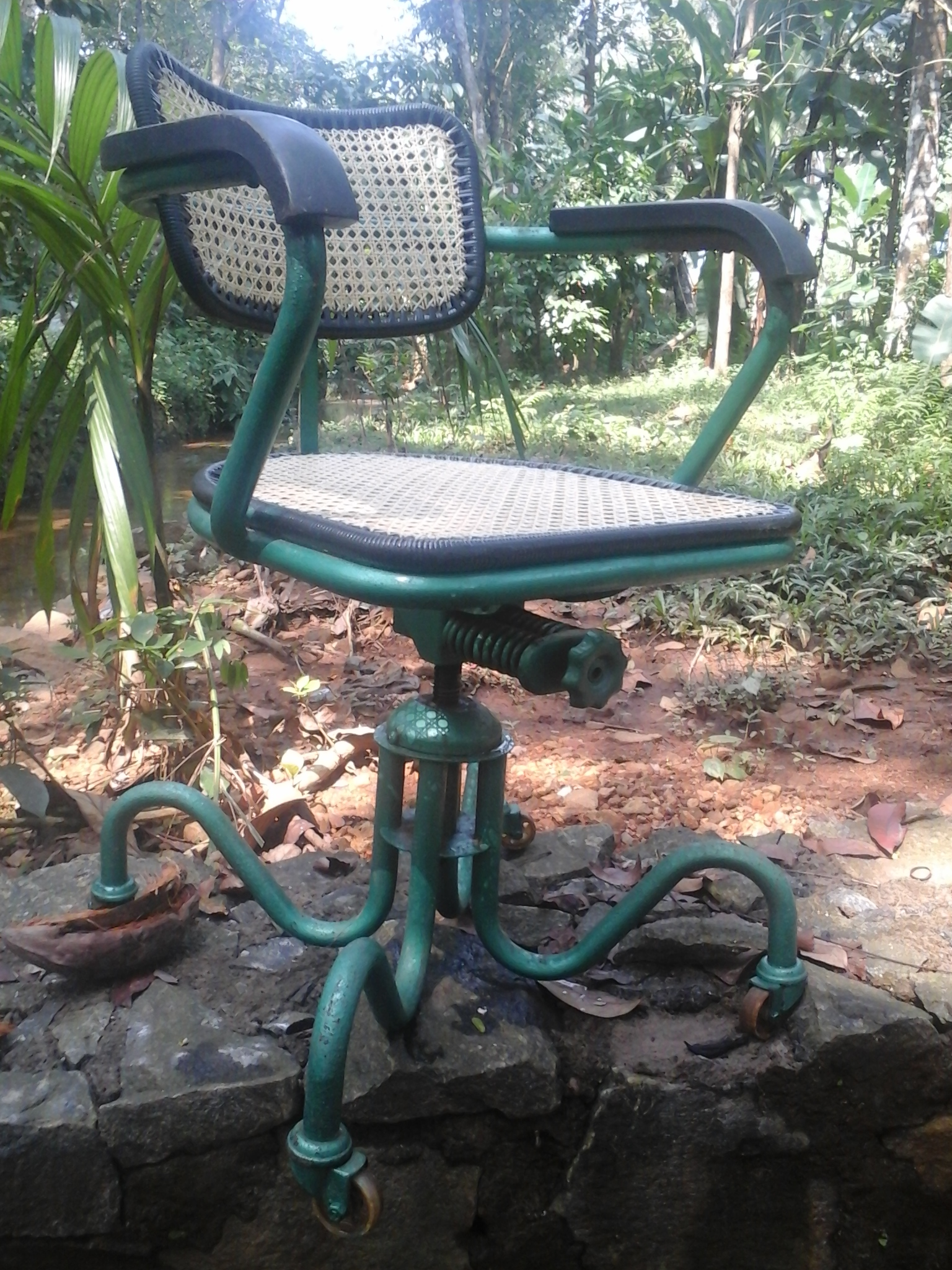
یک صندلی چرخان قدیمی

نمونۀ اولیۀ صندلی چرخان به دست نوشته‌ای مصور در سال ۱۵۰۵ میلادی از یک نجیب‌زادۀ آلمانی به نام مارتین لوفلهولتس فون کلبرگ برمی گردد. او صندلی را تصویر کرده که می‌تواند روی پایه‌اش بپیچد و ارتفاعش را تنظیم کند.
توماس جفرسون با استفاده از یک صندلی ویندزور به سبک انگلیسی که احتمالاً توسط فرانسیس ترامبل یا بنجامین راندولف، کابینت‌سازان فیلادلفیایی ساخته و خریداری شده بود، یک صندلی چرخان اولیه در سال ۱۷۷۵ میلادی ساخت. جفرسون صندلی ویندزور را به شدت تغییر داد و قسمت‌های بالا و پایین را به یک دوک آهنی مرکزی متصل کرد و نیمه بالایی را که به عنوان نشیمن شناخته می‌شود، قادر ساخت تا روی چرخ‌هایی از نوع مورد استفاده در پنجره‌های طناب-آویز، بچرخد. هنگامی که دومین کنگرۀ قاره‌ای در فیلادلفیا تشکیل شد، این صندلی چرخ نداشت. ظاهراً صندلی چرخان جفرسون همان صندلی است که او هنگام تهیۀ پیش‌نویس اعلامیۀ استقلال ایالات متحدۀ آمریکا در سال ۱۷۷۶ میلادی روی آن نشسته بود. جفرسون بعداً صندلی چرخان را به مزرعۀ ویرجینیا، مانتیسلو فرستاد، جایی که او در اوت ۱۷۹۱ میلادی یک «دستۀ نوشتن» در کنار آن ساخت.

از سال ۱۸۳۶ میلادی، این صندلی در اختیار انجمن فلسفی آمریکا واقع در فیلادلفیا بوده است.